# Джордж Гарднер
Джордж Гарднер (англ. George Gardner; 1812? — 1849) — шотландський ботанік та дослідник.

## Біографія
Джордж Гарднер народився у травні 1812 року (згідно з деякими джерелами, у травні 1809 року або у 1810 році) у Глазго (або в селі Ардентінні) у сім'ї садівника. Навчався в Ардроссан і, у 1829 році вступив до Андерсонського університету в Глазго (нині — Університет Стратклайд). У 1835 році закінчив університет зі ступенем по медицині.
У 1836 році Гарднер за підтримки Вільяма Джексона Гукера вирушив до Бразилії, у липні прибув до Ріо-де-Жанейро. Протягом п'яти років він подорожував по Бразилії, у 1841 році повернувся до Англії. У 1842 році Джордж Гарднер був обраний членом Лондонського Ліннєївського товариства.
У 1844 році Гарднер був призначений головним садівником Королівського ботанічного саду Піраденії на Цейлоні. Він почав роботу над монографією флори острова, проте закінчити її не встиг. З 1846 до 1847 року Гарднер був головним редактором журналу Calcutta Journal of Natural History.
10 березня 1849 року Джордж Гарднер помер.

## Окремі наукові роботи
- Gardner, G. (1846). Travels in the interior of Brazil. 562 p.

## Роди рослин, названі на честь Дж. Гарднера
- Gardnerodoxa Sandwith, 1955